# Lorena Rojas
Pour les articles homonymes, voir Rojas.
Lorena Rojas, née Seydi Lorena Rojas Gonzalez le 10 février 1971 à Mexico et morte le 16 février 2015 à Miami (Floride), est une actrice et chanteuse mexicaine.

## Biographie
Elle commence sa carrière en 1990 en interprétant un rôle dans la telenovela de Televisa Alcanzar una estrella, dont le succès conduit les producteurs à diffuser une suite l'année suivante. De 1992 à 1997, elle joue dans plusieurs productions de Televisa, dont Buscando el paraiso, Bajo un mismo rostro et El alma no tiene color. 
En 1998, elle signe un contrat avec une chaîne concurrente, TV Azteca, et joue dans Azul tequila aux côtés de Mauricio Ochmann. En 2001, elle retrouve Ochmann dans Como en el cine et sort un premier disque, Como yo no hay ninguna, comprenant des chansons de Richard Daniel Roman.
En 2003, elle passe à Telemundo et joue dans la telenovela Ladrón de corazones, partageant la vedette avec Manolo Cardona. En 2005, elle est l'une des principaux interprètes de El cuerpo del deseo, qui obtient un bon succès international. En 2006 paraît son deuxième album, Deseo.
En 2008, elle apprend qu'elle souffre d'un cancer du sein, ce qui ne l'empêche pas de poursuivre sa carrière. Les années suivantes, elle joue dans Pecados ajenos (2008), Entre el amor y el deseo (2010), Rosario (2012-2013) et Demente criminal (2014). Son troisième album, Hijos de sol, sort en 2014, quelques mois avant son décès.

## Filmographie

### Films
- 1992 : Más que alcanzar una estrella : Paulina
- 1993 : El triste juego del amor : Teresa
- 1994 : La quebradita : Rita
- 1995 : Me tengo que casar/Papá soltero : Bambi
- 2001 : Corazones rotos : Teresa

### Telenovelas
- 1990 : Alcanzar una estrella : Sara del Río
- 1991 : Alcanzar una estrella II : Sara del Río
- 1992 : Baila conmigo : Rosario
- 1993-1994 : Buscando el paraíso : Lolita
- 1995 : Bajo un mismo rostro : Carolina Zurbarán Castro
- 1996 : Canción de amor : Ana
- 1997 : El alma no tiene color : Ana Luisa Roldán de Del Álamo
- 1998 : Tentaciones : Julia Muñoz / Julia Segovia
- 1998 : Azul tequila : Catalina
- 1999-2000 : El candidato : Beatriz Manrique
- 2001-2002 : Como en el cine : Isabel "Chabela" Montero
- 2003 : Ladrón de corazones : Verónica Vega
- 2005-2006 : El cuerpo del deseo : Isabel Arroyo Macedo Vda. de Donoso / Vda. de Corona / De Cerinza
- 2007-2008 : Pecados ajenos : Natalia Ruíz de Mercenario
- 2010-2011 : Entre el amor y el deseo : Claudia Fontana Martínez
- 2013 : Rosario : Priscila Pavón

### Séries télévisées
- 2004 : Zapata: amor en rebeldía : Rosa Escandón
- 2014 : Demente criminal : Verónica García